# Mina de Greenbushes
La mina de Greenbushes es una operación minera a cielo abierto que se encuentra en Australia Occidental y es la mina de litio más grande del mundo. Está ubicada al sur de la ciudad de Greenbushes, Australia Occidental . La mina de litio Greenbushes produce aproximadamente 1,95 millones de toneladas de espodumena (mineral de litio) anualmente. La mina se encuentra a 250 kilómetros (155,3 mi) al sur de Perth y 90 kilómetros (55,9 mi) al sureste del puerto de Bunbury.
La mina es propiedad y está operada por Talison Lithium, que a partir de 2014 se convirtió en una sociedad conjunta entre Tianqi Lithium Corporation y Albemarle Corporation. Con el tamaño actual de la mina, puede satisfacer un tercio de la demanda mundial de concentrado de espodumena de litio, que se utiliza para producir hidróxido de litio, componente clave para la fabricación de baterías de iones de litio.
Se espera que la demanda mundial de litio crezca a una tasa del 33,3 % anual, y, como tal, la mina está experimentando una expansión junto con la construcción de las dos instalaciones de procesamiento de litio cercanas. La instalación de Kemerton es propiedad de Albemarle Corporation y la instalación de Kwinana es propiedad de Tianqi. Los ingresos de la industria del litio han aumentado a un ritmo anual del 8,6 % entre 2019 y 2020, hasta un total de 2700 millones de dólares.

## Operación
Greenbushes es la mina de litio de roca dura más grande del mundo en términos de reservas, recursos, producción y capacidad. Las operaciones de la instalación se componen de la mina y dos instalaciones de procesamiento cercanas que convierten el concentrado de espodumena de litio sin procesar en hidróxido de litio antes de venderlo a muchos de los principales fabricantes mundiales de baterías, incluidos LG Chem, CATL y Northvolt.
Las cercanas instalaciones de procesamiento (la planta Kemerton de Albemarle y la planta Kwinana de Tianqi, ubicadas en las cercanías de Kemerton y Kwinana, respectivamente) están en construcción hacia 2020. La planta de Kwinana está ubicada a 250 kilómetros (155,3 mi) al norte del sitio de Greenbushes, mientras que la planta de Kemerton está a 100 kilómetros (62,1 mi) al norte de las instalaciones de Greenbushes. Kwinana será la primera planta de reciclaje de litio de Australia. Se ha informado que la rentabilidad de la planta de procesamiento ubicada cerca de la mina es significativa.
En el pasado, la extracción de litio en salmueras ha sido mucho más rentable y fácil que la extracción de litio en roca dura. Sin embargo, los cálculos preliminares muestran que la mina de Greenbushes puede ser la primera mina de litio de roca dura que demuestra que la minería de roca dura puede ser tan rentable y rentable como la minería de salmuera dados los beneficios estratégicos de tener el procesamiento junto al sitio de extracción.
La instalación de Kemerton aún se encuentra en construcción preliminar, mientras que la instalación de Kwinana se encuentra en la etapa final de puesta en marcha para la primera parte de su operación. La instalación de Kwinana es la primera planta de fabricación de hidróxido de litio de grado de batería completamente automatizada del mundo fuera de China continental y puede operar las 24 horas del día, los 7 días de la semana. Se cree que la capacidad total de la planta es de 48 mil toneladas por año. La instalación es también la primera planta de fabricación de productos químicos de litio de roca dura del mundo fuera de China, la más grande de su tipo, y se espera que tenga el costo de efectivo más bajo de cualquier planta de procesamiento de litio a nivel mundial.
Se estima que la instalación de Kwinana proporcionará 200 puestos de trabajo locales permanentes a tiempo completo para la comunidad de Kwinana cuando comience a operar a tiempo completo. A partir de 2018, Talison estaba operando la mina de Greenbushes a solo el 60% de su capacidad total, y se estima que si la instalación operara al 100% de su capacidad, podría satisfacer la demanda mundial total de litio por sí misma.

## Depósito de litio
El depósito de Greenbushes es famoso por contener espodumena de litio de la más alta calidad en el mundo. Recientemente se descubrió un depósito cercano (el depósito de Kapanga) y recibió el reconocimiento de recursos del Comité Conjunto de Reservas Minerales, que dice que "la pegmatita de Greenbushes es un dique de pegmatita gigante de la era Arcaica con una mineralización sustancial de Li-Sn-Ta, incluida la mitad de la recurso de tántalo del mundo”. Se estima que la mina tiene recursos de 8.7 megatoneladas  y reservas de 6.8 megatoneladas. La mina produce productos de la más alta calidad y establece el punto de referencia para las especificaciones de grado químico de un mínimo de 6,0 % de Li
2O y un máximo de 0,8% Fe
2O
3.

## Propiedad

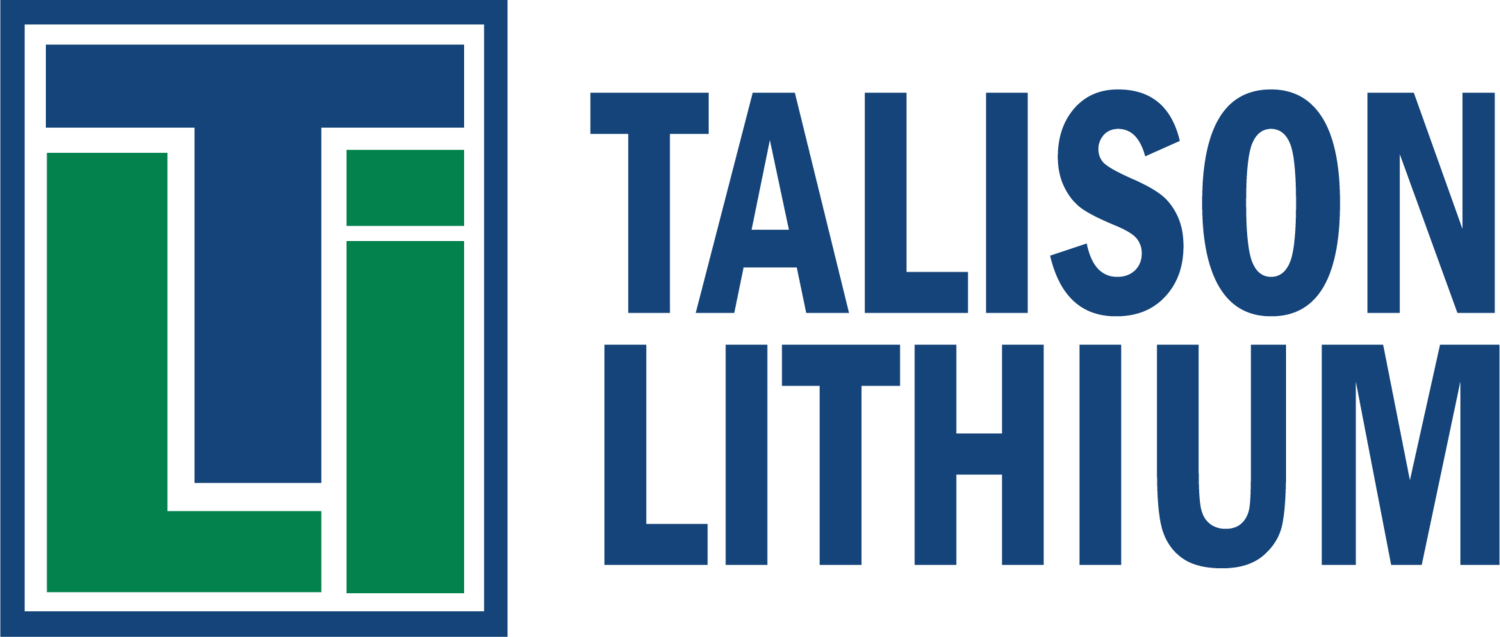
Operador de mina Greenbushes

La mina fue comprada por Tianqi Lithium Corporation en 2013. Sin embargo, Tianqi pronto tuvo dificultades financieras y se vio obligada a vender la participación minoritaria en la mina al postor competidor, Albemarle Corporation, con sede en Estados Unidos, en 2014. Propietaria del 49%, Albemarle Corporation tiene su sede en Charlotte, Carolina del Norte, y es uno de los mayores productores de litio del mundo.
El propietario mayoritario, Tianqi Lithium Corporation, tiene su sede en Chengdu, China, y cotiza en la bolsa de valores de Shanghái. A partir de 2018, la empresa controla más del 46% de la producción mundial mundial de litio. Tianqi Lithium Corporation es la segunda compañía de litio más grande del mundo por ingresos y la más grande de China.
Se estableció la entidad Windfield Holdings Pty Ltd (51% de propiedad) para comprar la mina y luego se vendió el 49% de sus acciones. Windfield es propietaria total de Talison Lithium Pty Ltd, la entidad propietaria y operadora de la mina de litio Greenbushes.
De manera similar, Albemarle posee su participación del 49% en Windfield Pty Ltd a través de una entidad conocida como RT Lithium. La mina fue originalmente propiedad y fue construida por Talison Lithium Pty Ltd, que ha estado operando durante más de 128 años extrayendo estaño, tantalio y litio. La mina ha estado produciendo concentrados de litio durante más de 20 años, desde 1983 cuando se convirtió en la primera empresa del mundo en producir concentrados de litio a partir de una instalación de roca dura.